# Ostafrika-Kurzschwanzhamsterratte
Die Ostafrika-Kurzschwanzhamsterratte (Saccostomus mearnsi) ist ein im östlichen Afrika verbreitetes Nagetier in der Unterfamilie der Hamsterratten. Zur gleichen Gattung zählen die Kap-Hamsterratte und die Graubauch-Kurzschwanzhamsterratte (Saccostomus umbriventer). Letztere zählte noch bis in die 2010er Jahre als Synonym dieser Art.

## Merkmale
Erwachsene Exemplare sind ohne Schwanz 101 bis 150 mm lang, die Schwanzlänge beträgt 38 bis 74 mm und das Gewicht liegt bei 43 bis 69 g. Damit liegt die Art im Bereich kleinerer Exemplare der Kap-Hamsterratte. Sie hat 18 bis 25 mm lange Hinterfüße und 14 bis 22 mm lange Ohren. Als hamsterähnliches Tier hat dieser Nager gut entwickelte Backentaschen. Es besteht eine deutliche Grenze zwischen dem weichen sowie grauen Fell der Oberseite und der weißen Unterseite. Auf dem recht kurzen Schwanz befinden sich nur wenige Borsten. Typisch für den Kopf sind abgerundete Ohren. Die Ostafrika-Kurzschwanzhamsterratte hat an den Vorderpfoten vier Finger und an den Füßen fünf Zehen.

## Verbreitung
Das Verbreitungsgebiet liegt vorrangig in Kenia und reicht bis ins südliche Äthiopien, südliche Somalia, östliche Uganda und nördliche Tansania. Es überdeckt sich östlich des Victoriasees teilweise mit dem Gebiet der Graubauch-Kurzschwanzhamsterratte. Die Art lebt im Hügel- und Bergland zwischen 100 und 1500 Meter Höhe. Sie bewohnt vorwiegend offene trockene Landschaften wie Wüsten, Savannen, offene Buschländer und Ackerland.

## Lebensweise
Die Individuen leben gewöhnlich einzeln und treffen sich nur zur Paarung. Dabei haben Weibchen voneinander abgegrenzte Reviere, die sich mit den Territorien der weit verstreuten Männchen überlappen. Durchschnittlich sind die Reviere der Weibchen 0,06 Hektar groß, während Männchen etwa 0,21 Hektar große Reviere haben. Je nach Verbreitung leben 16 bis 42 Exemplare auf einem Hektar. Nimmt die Anzahl der Feinde ab, kann die Dichte auf 80 Tiere pro Hektar steigen. Allgemein besteht die Nahrung in der Trockenzeit aus grünen Pflanzenteilen, während in der Regenzeit Pflanzensamen vorwiegen. Zusätzlich werden verschiedene Kleintiere verzehrt. Im Labor fraßen diese Nager gern Kräuter.
Die Fortpflanzung ist überwiegend an Regenfälle gekoppelt. Männchen waren auch zu anderen Zeiten paarungsbereit.

## Gefährdung
Die IUCN listet die Ostafrika-Kurzschwanzhamsterratte aufgrund fehlender Bedrohungen und einer stabilen Gesamtpopulation als nicht gefährdet (least concern).